# Ramblewood (Pennsilvània)
Ramblewood és una concentració de població designada pel cens dels Estats Units a l'estat de Pennsilvània. Segons el cens del 2000 tenia 1.054 habitants.

## Demografia
Segons el cens del 2000, Ramblewood tenia 1.054 habitants, 376 habitatges, i 312 famílies. La densitat de població era de 61,3 habitants/km².
Dels 376 habitatges en un 37,5% hi vivien nens de menys de 18 anys, en un 77,1% hi vivien parelles casades, en un 4,8% dones solteres, i en un 16,8% no eren unitats familiars. En el 13,6% dels habitatges hi vivien persones soles el 3,5% de les quals corresponia a persones de 65 anys o més que vivien soles. El nombre mitjà de persones vivint en cada habitatge era de 2,8 i el nombre mitjà de persones que vivien en cada família era de 3,09.
Per edats la població es repartia de la següent manera: un 27,5% tenia menys de 18 anys, un 5,3% entre 18 i 24, un 27,4% entre 25 i 44, un 31% de 45 a 60 i un 8,7% 65 anys o més.
L'edat mediana era de 38 anys. Per cada 100 dones de 18 o més anys hi havia 96,9 homes.
La renda mediana per habitatge era de 60.268 $ i la renda mediana per família de 65.119 $. Els homes tenien una renda mediana de 41.036 $ mentre que les dones 37.500 $. La renda per capita de la població era de 21.551 $. Entorn del 4,5% de les famílies i el 5,7% de la població estaven per davall del llindar de pobresa.

## Poblacions més properes
El següent diagrama mostra les poblacions més properes.